# Nemosoma cornutum
Nemosoma cornutum là một loài bọ cánh cứng trong họ Trogossitidae. Loài này được Sturm miêu tả khoa học năm 1826.